# Monte Torre Maggiore
Il monte Torre Maggiore è la vetta più alta dei monti Martani, in Umbria, e domina la Conca ternana.
In cima, a 1121 m s.l.m., vi si trova un'area archeologica con i resti di un tempio italico frequentato già dal V secolo a.C.: il ricordo del luogo di culto si ritrova anche nella precedente denominazione Ara Major. In prossimità della zona sono stati rinvenuti numerosi bronzetti votivi a forma di guerrieri o di pastori. Ci si arriva passando dal centro abitato di Cesi.
Vicino alla sommità della montagna è edificato un monumento in ricordo di Germinal Cimarelli, partigiano Medaglia d'oro al valor militare alla memoria che combatté e  morì proprio in questi luoghi.